# Ceru-Băcăinți
Ceru-Băcăinți – wieś w Rumunii, w okręgu Alba, w gminie Ceru-Băcăinți. W 2011 roku liczyła 60 mieszkańców.